# Trimethylsulfoniumiodid
Trimethylsulfoniumiodid, mit der Konstitutionsformel S(CH3)3I, ist eine chemische Verbindung aus der Gruppe der Sulfoniumverbindungen.

## Gewinnung und Darstellung
Trimethylsulfoniumiodid kann durch Substitutionsreaktion von Dimethylsulfid mit Iodmethan gewonnen werden.

## Eigenschaften
Trimethylsulfoniumiodid ist ein farbloser Feststoff, der gut löslich in Wasser ist. Es kristallisiert in einem monoklinen Kristallsystem mit zwei (CH3)3SI-Einheiten in der Elementarzelle.

## Verwendung
Trimethylsulfoniumiodid wird als Zwischenprodukt bei der Herstellung verschiedener Pflanzenschutzmittel verwendet. Es ist ein starkes Methylen-Transfer-Reagenz, mit dem Aldehyde und Ketone zu Epoxiden umgesetzt werden können.